# Jason Luneau
Jason Guy Luneau (ur. 11 czerwca 2001) – kanadyjski zapaśnik walczący w stylu wolnym.
Zajął dziewiętnaste miejsce na mistrzostwach świata w 2022. Brązowy medalista mistrzostw panamerykańskich w 2023.